# Бъбречна трансплантация
Бъбречната трансплантация (още ренална трансплантация) е животоспасяваща хирургическа операция по присаждане на бъбрек у пациенти в терминален стадий на бъбречно заболяване. Присаденият здрав бъбрек изцяло поема функцията на двата болни бъбрека на пациента. Донори за бъбречна трансплантация могат да са живи хора в родствена връзка с реципиента или извън семейството, но в по-голямата част от случаите са трупни донори в мозъчна смърт.
На такава интервенция могат да се подлагат пациенти на възраст от 5 до 75 години. Преживяемостта за срок от една година след трансплантацията е 95%, а за срок от 3 – 5 години е 70 – 90%.

## Показания и противопоказания
Бъбречната трансплантация е най-благоприятният изход за пациенти в последен стадий на бъбречна недостатъчност, при който органът напълно или почти напълно е престанал да отделя с урината отпадните продукти и да регулира нивата на електролитите в организма. Причините за това състояние могат да бъдат различни: диабет, гломерулонефрит, неконтролирано високо кръвно налягане, някои инфекции. По-точно, като последен стадий се дефинира състоянието, при което функционирането на болния бъбрек падне под 10% от нормалното функциониране на здрав орган. Настъпи ли този момент, животът на пациента трябва да се поддържа чрез хемодиализа, докато се появи подходящ и съвместим с него донор, тъй като в противен случай усложненията са тежки и водят до смърт, поради натрупването в тялото на неизхвърлени течности и отпадни продукти.
Противопоказанията за бъбречна трансплантация включват сърдечна и белодробна недостатъчност, както и заболявания на черния дроб. Рискови за хирургически усложнения са и пациентите със затлъстяване, пушачите и болните от рак.

## Възможни донори
В България по-голямата част от бъбреците за присаждане се осигуряват от починали донори. По данни на Световната здравна организация, такава е и тенденцията в цял свят, дори и в развитите страни, като пред програмите за развитие на трупното донорство най-често се изправят пречки от социокултурно и правно естество. Трупни донори на бъбреци могат да бъдат хора в мозъчна смърт. След експлантация на органа, той се изследва за хепатит, СПИН, сифилис и други болести, след което се охлажда и съхранява в специален контейнер до трансплантацията, който трябва да настъпи най-много 24 – 30 часа след изваждането.

## Протичане на операцията
Преди да се пристъпи към трансплантация на бъбрек, е необходимо да се направят редица кръвни изследвания, които определят степента на съвместимост между донора и реципиента. Колкото по-висока е тази съвместимост, толкова по-лека е последващата реакция на организма да отхвърли трансплантирания орган.
В случай, че органът се взима от жив донор, операциите по експлантация и трансплантация се провеждат едновременно. Първата операция трае 3 – 4 часа, а втората – около 3 часа. И двамата пациенти се поставят под пълна анестезия. Преди операцията на донора се дава хепарин (медикамент за разреждане на кръвта), за да се предотврати кръвосъсирването след изваждането на бъбрека, и лекарства, увеличаващи диурезата. Съвременните минимално инвазивни лапароскопски техники позволяват нефректомията (хирургическото отстраняване на бъбрека) да се извърши с няколко съвсем къси прореза по тялото, без да се засягат коремните мускули. Четири или пет малки прореза (около 1 – 2 см) са необходими, за да се постави лапароскопското оборудване и да се вкарат в тялото инструментите, с които да се отделят от останалите тъкани бъбрекът и излизащият от него пикочопровод. Още един по-дълъг прорез (около 6 – 7 см) позволява изваждането им извън тялото.
Лапароскопската нефректомия е алтернатива на обикновената отворена нефректомия, при която се прави един, но много дълъг разрез на корема (15 – 25 см) и често се налага отстраняване на ребро за по-добър достъп до бъбрека. Следоперативното възстановяване на донора при двата типа операции също е различно: 8 до 12 седмици при обикновената нефректомия срещу едва 2 до 4 седмици при лапароскопската нефректомия.
Когато бъбрекът бъде експлантиран, се подготвя да бъде веднага присаден на вече анестезирания реципиент. Здравият бъбрек се поставя извънперитонеално, в долния десен или ляв край на корема и се свързва с близките кръвоносни съдове и вени. Излизащият от бъбрека пикочопровод се свързва с пикочния мехур. Собствените болни бъбреци на реципиента обикновено не се отстраняват, освен в три случая:
- хронични инфекции, които могат да се разпространят към присадения орган;
- неконтролируемо високо кръвно налягане, причинено от собствените бъбреци;
- връщане на урина от пикочния мехур към пикочопроводите.[7]

## Усложнения и лечение
Както при всяка хирургическа интервенция, и при бъбречната трансплантация могат да настъпят ред усложения по време или след операцията.
Най-честото усложнение, което възниква след трансплантации (бъбречни в частност) е свръхостро, остро или хронично отхвърляне на присадения орган. Това е нормална реакция на имунната система на реципиента, която възприема присадката като чуждо тяло и я атакува, по начина по който атакува и болестотворните микроорганизми. При бъбречните трансплантации отхвърляне най-често се наблюдава в първите 3 – 4 месеца след операцията и съответно през този период се прилага най-интензивно лечение. Острите кризи на отхвърляне могат да доведат до скоростна бъбречна недостатъчност, но се лекуват с различен успех с имуносупресанти (например циклоспорин) и кортикостероиди. Хроничното или по-бавно проявяващо се отхвърляне на присадката е по-трудно за лекуване и може да върне пациента към хемодиализата и да се наложи ретрансплантация.
Самото лечение с имуносупресанти и кортикостероиди крие много нежелани странични ефекти и здравни рискове за реципиента. Тъй като имунната му система е потисната, той е много уязвим на бактериални и вирусни инфекции и развитието на злокачествени образувания като тумори (лимфома, сарком на Капоши, човешки папилома вирус). Отделно от това, съществува и риск от интоксикация с медикаменти. Пациентите редовно се оплакват от стомашно-чревни проблеми, гадене, виене на свят, отичане. Странични ефекти от лечението с имуносупресанта азатиоприн включват потискане на функциите на костния мозък и алопеция. Приемът на циклоспорин и кортекостероиди водят до повишаване на кръвното налягане и хиперлипидемия, следствие от което е атеросклерозата и други сърдечно-съдови заболявания. Също по тази причина са възможни и усложнения на мускуло-скелетната система и метаболизма, като загуби на костно вещество и промяна на структурата на костите (остеодистрофия).